# Annitella esparraguera
Annitella esparraguera är en nattsländeart som först beskrevs av Schmid 1952.  Annitella esparraguera ingår i släktet Annitella och familjen husmasknattsländor. Inga underarter finns listade i Catalogue of Life.